# John Windus
John Windus fue un embajador británico en Marruecos que escribió un relato en 1725 de sus viajes por este país.

## Biografía

### Primeros años
Se desconocen datos relativos a su lugar de nacimiento, infancia y juventud.  

### Misión diplomática
En 1720, participó en la expedición diplomática enviada por Jorge I al sultanato sharifiano de Marruecos. La expedición estaba comandada por Charles Stewart, a quien se le proporcionó una pequeña flota naval y la autoridad de un ministro plenipotenciario para negociar la paz con el emperador de Marruecos. 
Zarparon de Inglaterra en septiembre de 1720 y se dirigieron a Tetuán, donde se celebró una conferencia entre la delegación del embajador inglés y el pachá Hamet Ben Ali Ben Abdallah. Las dos partes firmaron en Ceuta, en enero de 1721, un tratado de paz por el cual los marroquíes acordaron prohibir la piratería y liberar a los prisioneros ingleses. Viajaron luego a Meknes para reunirse con el rey de Marruecos, Ismail Ibn Sharif, y ratificar la alianza anglo-marroquí. 
En agosto de 1721, partieron de regreso a Inglaterra con los capitanes y marineros ingleses cautivos liberados por el tratado.

### Viajes por Marruecos
Windus pasó varios meses viajando por Marruecos y se basó en sus experiencias para escribir una obra, A Journey to Mequinez, the Residence of the Present Emperor of Fez and Morocco, on the Occasion of Commodore Stewart’s Ambassy Thither for the Redemption of the British Captives in the Year 1721  [Un viaje a Mequinez, la residencia del actual emperador de Fez y Marruecos, con motivo de la embajada del comodoro Stewart allí para la redención de los cautivos británicos en el año 1721], publicada en 1725. 
El libro, conocido con el título abreviado de A Journey to Mequinez, fue el segundo publicado en inglés sobre Marruecos y es un relato completo sobre la vida, la sociedad y la política de un país rara vez visitado por cristianos en esa época. La obra tuvo rápidamente varias ediciones y traducciones y fue utilizada posteriormente como fuente sobre la región norteafricana por numerosos autores como Thomas Pellew y Thomas Shaw.